# Biblioteca di Baggio
La biblioteca di Baggio è una delle 24 biblioteche rionali di Milano che, unitamente al servizio itinerante di Bibliobus e alla biblioteca civica centrale Sormani, costituiscono il Sistema bibliotecario della città.
La struttura occupa un ampio edificio che si sviluppa su una superficie di circa mille mq, con ambienti distribuiti su diversi livelli e con al centro una torre alta 10 metri che ricorda nella forma l'Ottagono della Galleria. Completano l'architettura due piccoli giardini interni, chiusi da vetrate, e due più ampi giardini esterni. L'impianto originale è stato ampliato nel 2021 con una sala polifunzionale.

## Storia
Il progetto fu commissionato all'architetto Fabio Mello dalla signora Giulia Devoto Falck, che contribuì alla sua realizzazione individuando il sito, oltreché con una donazione di 40 milioni di lire. La biblioteca è stata inaugurata nel dicembre del 1963 all'interno del Parco di Baggio.
La sala che ospita la collezione libraria principale accoglie oggi un'opera scultorea in rame dell'artista Carlo Ramous, che richiama l'organo della Chiesa vecchia di Baggio.

## Patrimonio e servizi
La biblioteca di Baggio è una biblioteca di pubblica lettura con un patrimonio di oltre 30.000 opere a stampa e 6.000 audiovisivi. Al suo interno ospita un'emeroteca, una sala audiovisivi, sale dedicate a ragazzi e adolescenti e spazi per lo studio individuale e di gruppo. Il suo deposito ospita un ricco archivio di documenti, fotografie e multimedia sulla storia del territorio e della comunità di Baggio, dalle origini fino ai giorni nostri. Oltre a opere pubblicate, l’archivio conserva anche documenti di letteratura grigia, la raccolta completa del periodico locale Il diciotto e altro materiale di difficile reperibilità.